# Wijtiwci (stacja kolejowa)
Wijtiwci (ukr. Війтівці) – stacja kolejowa w miejscowości Wójtowce, w rejonie chmielnickim, w obwodzie chmielnickim, na Ukrainie. Położona jest na linii Odessa – Lwów.

## Historia
Stacja powstała w 1871 na trasie Żmerynka - Wołoczyska - granica państwa, pomiędzy stacjami Czarny Ostrów i Wołoczyska. 

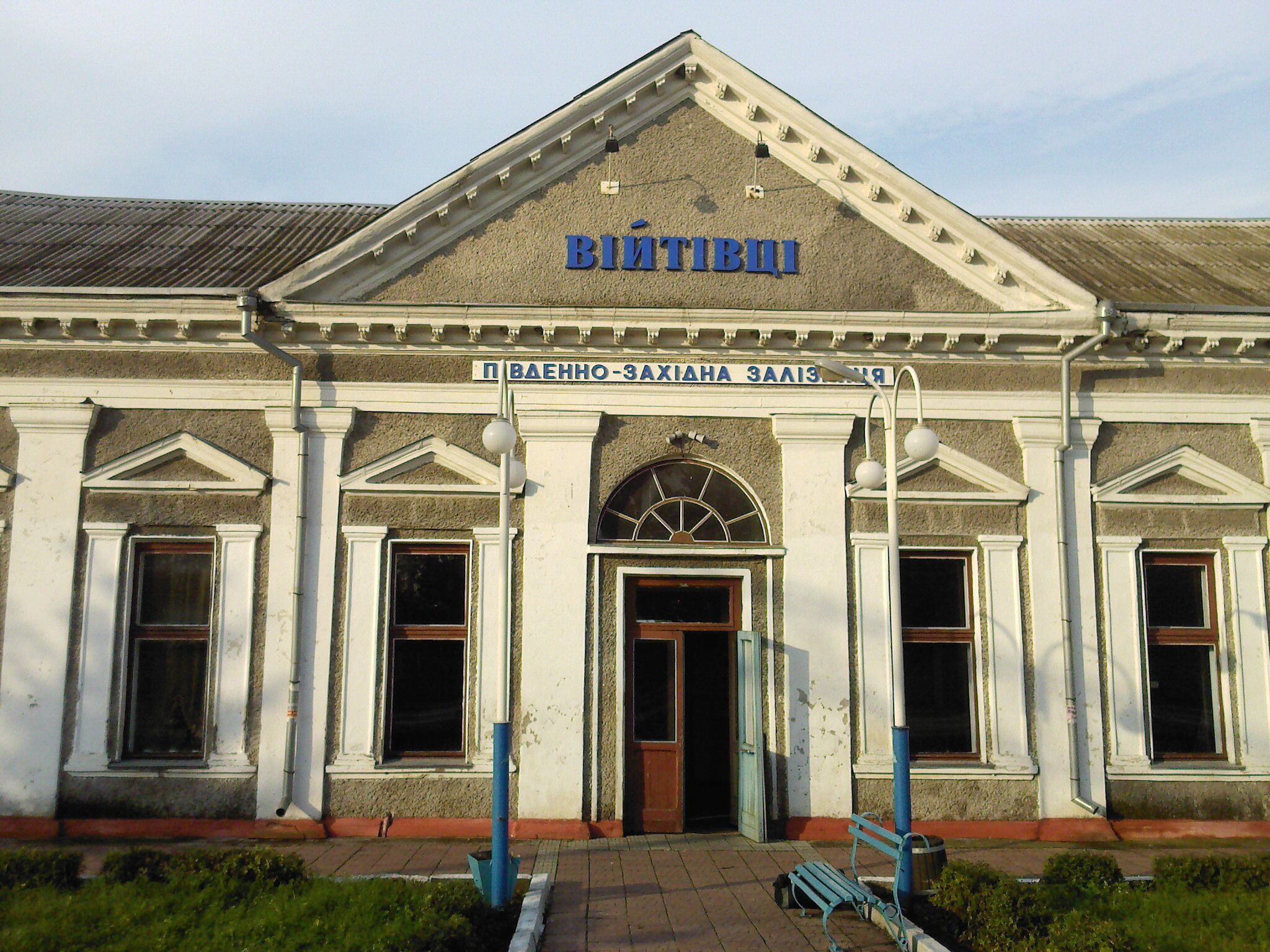